# Expulsion des Jésuites
L'expulsion des Jésuites est un ensemble de décisions prises par les gouvernements de plusieurs États catholiques au XVIIIe siècle, interdisant les activités de la Compagnie de Jésus dans leurs territoires respectifs, dissolvant ses institutions, confisquant ses biens et obligeant ses membres à s'exiler dans un pays étranger s'ils voulaient conserver leur état religieux. L'aboutissement de ce processus qui marque les années 1760 est la suppression de l'ordre par le pape Clément XIV en 1773.
Rétablie en 1814 par le pape Pie VII, la Compagnie de Jésus subit cependant de nouvelles mesures d’expulsion ou de bannissement aux XIXe et XXe siècles, touchant, selon les cas, seulement la Compagnie de Jésus proprement dite ou bien l'ensemble des congrégations religieuses liées à elle.

## Mesures frappant la Compagnie de Jésus avant leXVIIIesiècle

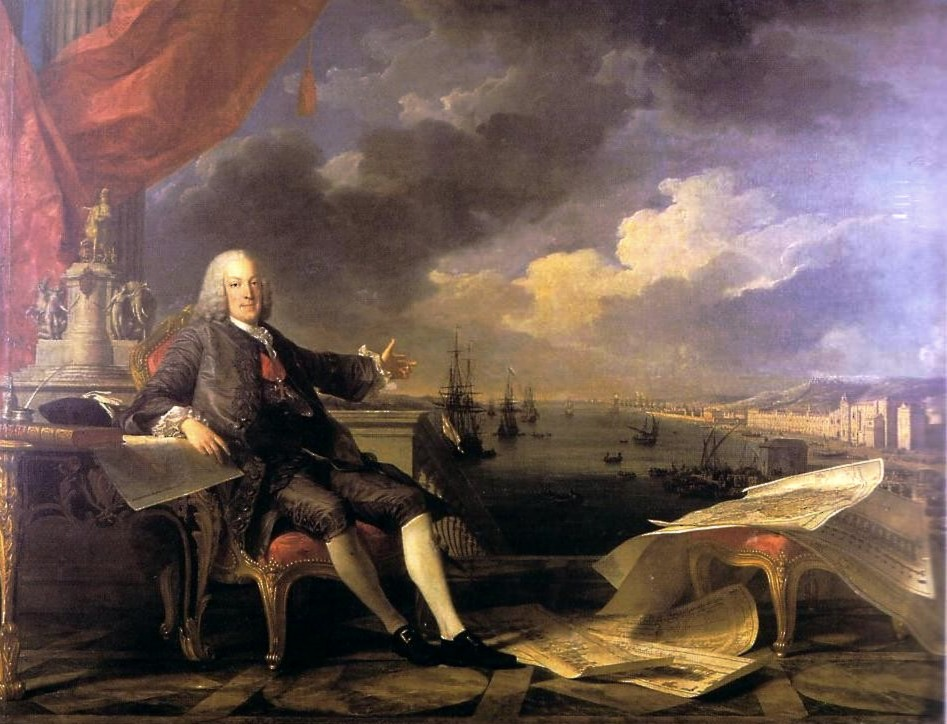
Le Marquis de Pombal : L'Expulsion des Jésuites, tableau de 1766.

La Compagnie de Jésus est fondée en 1539 par Ignace de Loyola et reconnue par le pape dès 1540. Son but est de lutter contre l'expansion de la Réforme, notamment au moyen de l'enseignement de niveau secondaire, qui se développe considérablement à partir de la Renaissance. Les Jésuites fondent de nombreux collèges, où ils enseignent les humanités classiques (latin et grec), mais en tenant compte des exigences de la doctrine catholique en cours de mise au point durant le concile de Trente (1540-1562).

### Interdiction en France de 1594 à 1603
Les collèges jésuites ont un grand succès en France malgré la situation difficile de la Compagnie dans un pays en proie depuis 1562 aux guerres de religion, notamment, depuis 1585, à la huitième. Celle-ci oppose Henri IV, chef du parti protestant jusqu'en 1589, roi depuis 1589 et protestant jusqu'en 1593, aux extrémistes catholiques de la Ligue, alliés de façon ostensibles au roi d'Espagne Philippe II qui envisage de prendre grâce à eux le contrôle du royaume de France. L'allégeance au pape des Jésuites les rend suspects aux yeux des nombreux catholiques (les Politiques) qui soutiennent au contraire Henri IV et qui sont d'orientation gallicane.
En 1594, les Jésuites du collège de Clermont à Paris (actuel lycée Louis-le-Grand) sont accusés de complicité dans l'attentat de Jean Châtel contre le roi (27 décembre). Jean Châtel, âgé de 19 ans, est en effet un ancien élève de ce collège. 
Bien qu'il ait nié avoir été influencés par ses professeurs, l'un d'eux, Jean Guignard est condamné à mort et pendu tandis que Jean Châtel est écartelé comme régicide. Deux autres pères sont bannis du royaume et le collège est mis sous séquestre. Les autres Jésuites sont exilés.
À partir de 1603, ils sont autorisés à revenir, cinq ans après le retour à la paix (Édit de Nantes et paix de Vervins, 1598), et en l'absence de preuves de leur implication.

### Expulsion du Brésil (1640)
Les trafiquants portugais d'esclaves amérindiens se heurtent en 1640 à la proclamation de l’encyclique du pape Urbain VIII contre l’esclavage des Amérindiens, et ses déclinaisons locales, qui entraînent des ordres royaux les obligeant à rendre les biens et les villages indiens. Mais il y désobéissent immédiatement. Peu après, ils ont même expulsé les jésuites de São Paulo,.

## Mesures contre l'ordre dans les années 1750-1770

### Expulsion du Portugal et de ses colonies (1759)
C’est du pays qui le premier accueillit les missionnaires jésuites, le Portugal, que part la campagne anti-jésuite. Sébastien José de Carvalho (plus tard marquis de Pombal), Premier ministre et homme des Lumières, qui admire l’Angleterre où l’Église est entièrement sous la coupe du pouvoir souverain, estime que les jésuites ont trop d’influence à la cour. Ils y sont interdits en 1758. Un pamphlet publié par le jésuite Gabriel Malagrida alléguant que le tremblement de terre qui ravagea Lisbonne en 1755 était une « punition divine » qui invitait à la repentance, irrite Pombal. De multiples représentations et mémoires accusant les jésuites de cupidité dans les réductions, de désobéissance et d’autres crimes sont envoyés au pape Benoît XIV, mais n’aboutissent à rien par manque de preuves. Benoît XIV concède une visite canonique des jésuites du Portugal qui reste sans lendemain.
Un attentat manqué contre le roi Joseph Ier permet à Pombal de passer à l’action. Le 3 septembre 1758, le roi est victime d’un attentat auquel il survit. Des membres de la famille ducale de Távora, proche des jésuites, sont accusés d’en être les instigateurs. Sous la torture, les agresseurs mentionnent des jésuites. Début 1759, une dizaine d’entre eux sont arrêtés. Un procès rapide et inique condamne la famille de Tavora : douze membres de la famille sont exécutés. Les biens des jésuites sont confisqués. Au nonce apostolique (en), qui réclame des preuves, rien n’est présenté. Trois mois après avoir confisqué leurs biens, Joseph Ier informe le pape qu’il a décidé d’expulser les jésuites de tous les territoires portugais (20 avril 1759) à l’exception de ceux qui renonceraient à leurs vœux.
En septembre 1759, 133 prêtres sont placés sur un bateau en partance pour Civitavecchia, dans les États pontificaux. À la surprise de Pombal, persuadé qu’il les « libérait » de leurs vœux, la majorité des non-prêtres, frères et étudiants jésuites, choisissent d’accompagner les prêtres en exil. En octobre, les jésuites sont déclarés « rebelles et traîtres ».
Un sort particulier est réservé au malheureux Gabriel Malagrida, un vieillard de 71 ans. Après des années en prison il est jugé et condamné pour trahison et hérésie. Le 21 septembre 1761, il est exécuté et brûlé sur la place publique à Lisbonne. La brutalité de l’exécution d’un vieillard, un ancien missionnaire au Brésil qui n’avait plus tous ses esprits, choque jusqu’à Voltaire, pourtant un sympathisant de Pombal.[réf. nécessaire]
Quand l’opération est terminée, quelque 1 100 jésuites portugais expulsés du Portugal et de ses colonies sont en exil en Italie. Près de deux cents restent dans les prisons du Portugal. Les survivants, une soixantaine, ne seront libérés qu’en 1777, après la mort de Joseph Ier. Sébastien José de Carvalho est récompensé : depuis 1770, il est marquis de Pombal.

### Bannissement du royaume de France (1764)
C'est au xviiie siècle, en 1764, que les Jésuites sont expulsés de France. Ce renvoi part d'une importante faillite financière d'Antoine Lavalette à la Martinique. Ayant été assigné par ses créanciers, les Jésuites refusent d'éponger ses dettes. Le responsable des missions jésuites fait appel au parlement de Paris. Les parlementaires jansénistes profitent de l’occasion pour réclamer un examen des statuts de l’ordre en 1761, en dépit du soutien de Louis XV. Le parlement déclare finalement que cet ordre « nuit à l’ordre civil, viole la loi naturelle, détruit la religion et la moralité, corrompt la jeunesse » et la Compagnie de Jésus est bannie de France. Ses collèges sont fermés les uns après les autres. Cependant, les Jésuites peuvent résider en France comme « fidèles sujets du roi » et exercer leur ministère sous l’autorité des évêques locaux.
Déjà dès 1761, le Parlement de Paris considère que les lettres patentes d'Henri II de 1551, autorisant la congrégation n'ont jamais été enregistrées et dès 1762, les jésuites ont l'interdiction de recruter des novices. Ainsi, le bannissement de 1764, intervient dans un contexte déjà non favorable aux jésuites. 

### Expulsions d'États italiens liés à l'Espagne (1767)
Les souverains du royaume de Naples, du royaume de Sicile et du duché de Parme et Plaisance étant liés aux Bourbons de la maison royale d’Espagne, ils suivent l’exemple de l’Espagne.

### Suppression universelle de l’ordre (1773-1814)
En 1773, le pape Clément XIV supprime la Compagnie de Jésus par le bref Dominus ac Redemptor, affirmant que cette décision est nécessaire pour une paix « véritable et permanente » dans l’Église.
Cette décision s'applique dans tous les pays catholiques. En Russie, où l'autorité du pape n'est pas reconnue, la tsarine Catherine II interdit la promulgation du bref apostolique et il en va de même dans la Prusse protestante de Frédéric II.
La Compagnie est restaurée quelque quarante ans plus tard, en 1814, par le décret Sollicitudo omnium ecclesiarum.

## Mesures contre l'ordre postérieures à 1814

### Expulsion de Russie (1820)
Les Jésuites sont d’abord bannis de Saint-Pétersbourg puis expulsés de Russie, par Alexandre Ier, en 1820.

### Expulsions de France (1828, 1880, 1901)
Victimes des luttes de pouvoir et querelles incessantes entre les partis de tendance républicaine et ceux qui prônaient la ‘restauration’ les Jésuites sont expulsés de France en 1828, 1880 et 1901.

#### Interdiction de 1880
Le 29 mars 1880, deux décrets sont signés par Charles de Freycinet, président du Conseil, et Jules Ferry, ministre de l’Instruction publique, pour d'une part expulser de France les jésuites et d'autre part imposer aux autres congrégations religieuses de demander une « autorisation d'enseignement » dans un délai de trois mois, sous peine de dissolution et de dispersion.
Au total, 5 643 Jésuites auraient été expulsés.

#### Interdiction de 1901
Lorsqu’ils furent bannis en 1901 les Jésuites dirigeaient en France 24 collèges, de nombreuses églises et autres institutions. Ils cherchèrent refuge dans les pays limitrophes et eurent ainsi collèges et scolasticats à Jersey, en Belgique (Enghien et Florennes), en Espagne, etc.

### Expulsion de Suisse (1848)
Elle est une des conséquences de la guerre du Sonderbund qui vit la défaite des cantons catholiques, et de la création de l’État fédéral suisse. Avec le Kulturkampf pour toile de fond, le bannissement des Jésuites avait été confirmé par les articles d'exception lors de la révision constitutionnelle de 1874. L'interdiction constitutionnelle a été levée en 1973.

### Expulsion du Mexique
Entre 1821 et 1914 les Jésuites durent quitter cinq fois le Mexique…

### Expulsions des pays d’’Amérique latine
Victimes de changements politiques les Jésuites furent expulsés de Colombie (1850), Guatemala (1871), Nicaragua (1881) et Brésil (1889), chaque fois pour y revenir quelques années plus tard.